# Periparus melanolophus
Periparus melanolophus là một loài chim trong họ Paridae.